# Charles Frazier
Charles Frazier (* 4. listopadu 1950, Asheville) je americký spisovatel historických románů. V roce 1997 obdržel National Book Award za svůj román Cold Mountain. Zfilmován byl pod stejným názvem roku 2003 režisérem Anthony Minghellem, v českých kinech běžel pod názvem Návrat do Cold Mountain.
Narodil se v Asheville v Severní Karolíně. Později vystudoval University of North Carolina. Na University of South Carolina získal doktorát z angličtiny v roce 1986.